# Couture, Charente
Couture är en kommun i departementet Charente i regionen Nouvelle-Aquitaine i västra Frankrike. Kommunen ligger  i kantonen Ruffec som ligger i arrondissementet Confolens. År 2022 hade Couture 173 invånare.

## Befolkningsutveckling
Antalet invånare i kommunen Couture
Referens:INSEE